# Departamento de Mbam-et-Inoubou
Mbam-et-Inoubou es un departamento de la región Centro de Camerún. En noviembre de 2005 tenía una población censada de 188 927 habitantes.
Está formado por los siguientes municipios:
- Bafia 55,506
- Bokito 40,228
- Deuk 11,485
- Kiiki 8,519
- Kon-Yambetta 8,692
- Makénéné 16,564
- Ndikiniméki 17,462
- Nitoukou 4,831
- Ombessa 25,640